# Castrul roman Germisara
Castrul roman Germisara, cunoscut de altfel ca și castrul roman de la Cigmău, a fost un castru de unitate auxiliară, alături de o așezare civilă, localizat la sud de satul Cigmău, în imediata apropiere de localitatea Geoagiu, județul Hunedoara. 

## Prezentare
Situl arheologic din epoca romană de la Cigmău - „Cetatea Uriașului” sau „Cetatea Urieșilor”  - se află pe platoul Turiac, prima terasă a Mureșului, cca. 2 km de la Geoagiu spre Simeria, în satul Cigmău, pe malul drept al Mureșului. 
Inițial, amplasamentul nu a putut fi determinat cu certitudine absolută, deoarece în zona în care există ruine antice romane nu au fost executate săpături sistematice.
Până în anul 1990 pe întreaga suprafață a castrului au fost efectuate lucrări agricole, ce au dus la distrugerea parțială sau în unele portiuni totală, a zidurilor. În decursul timpului, tot din această zonă, a fost recuperată piatră de către locuitorii așezărilor din apropiere. 
Abia în anul 2000 au început săpături la situl arheologic situat între localitățile Bobâlna și Geoagiu, pe malul drept al râului Mureș, la punctul Dealul Urieșilor, aflat la aproximativ 8 km de complexul termal roman Germisara, cunoscut și sub numele de „Thermae Dodonae”. 
În castru a fost cantonată unitatea militară Numerus Singulariorum Britannicianorum, precum și subunități ale Legiunii a XIII-a Gemina. 
Descoperirea efectivă a castrului a avut loc în septembrie 2007. El este considerat de specialiști foarte important pentru că apăra vechiul drum imperial care unea capitala Daciei romane, Ulpia Traiana Sarmizegetusa, de Micia (Vețel) și Apulum (Alba Iulia), dar și exploatările de aur din Munții Apuseni (Zlatna și Roșia Montană). 
Spre deosebire de majoritatea castrelor militare romane, care au formă rectangulară, castrul de la Cigmău-Germisara, clădit fiind pe o culme, urmărește întocmai forma accidentată a terenului. Suprafața castrului este de aproape 2,4 ha, fiind o construcție foarte mare pentru numărul relativ mic de soldați. În castru erau cantonați 400-500 de militari, față de 800 cât avea o cohortă. Dimensiunile maxime ale castrului de la Cigmău sunt 320 de metri lungime și de 170 de metri lățime, de la nord la sud. Castrul era legat de asezarea civilă, de termele de la Geoagiu Băi și de cariera de andezit printr-un drum principal. Castrul era străbătut de două drumuri principale: unul de la nord la sud și celălalt de la est la vest. Aceste drumuri erau realizate din pietriș amestecat cu nisip și erau prevăzute cu rigole care colectau apele pluviale de pe acoperiș și drum. 
În această zonă a fost descoperit un denar republican din argint, emis de Marcus Antonius în anii 32-31 î.C., următoarea, un dupondiu din bronz, din timpul împaratului Nerva (97 d.C.), un sesterț din bronz emis de Traian și datat 103-110 d.C. (?), cea mai recentă monedă fiind un dupondiu din bronz de la Otacila Severa, datat 244-248 d.C.  Prin datarea monedelor, se consideră că acest castru a funcționat neîntrerupt cel puțin în intervalul cuprins între anii 100-250 d.C.

## Galerie de imagini

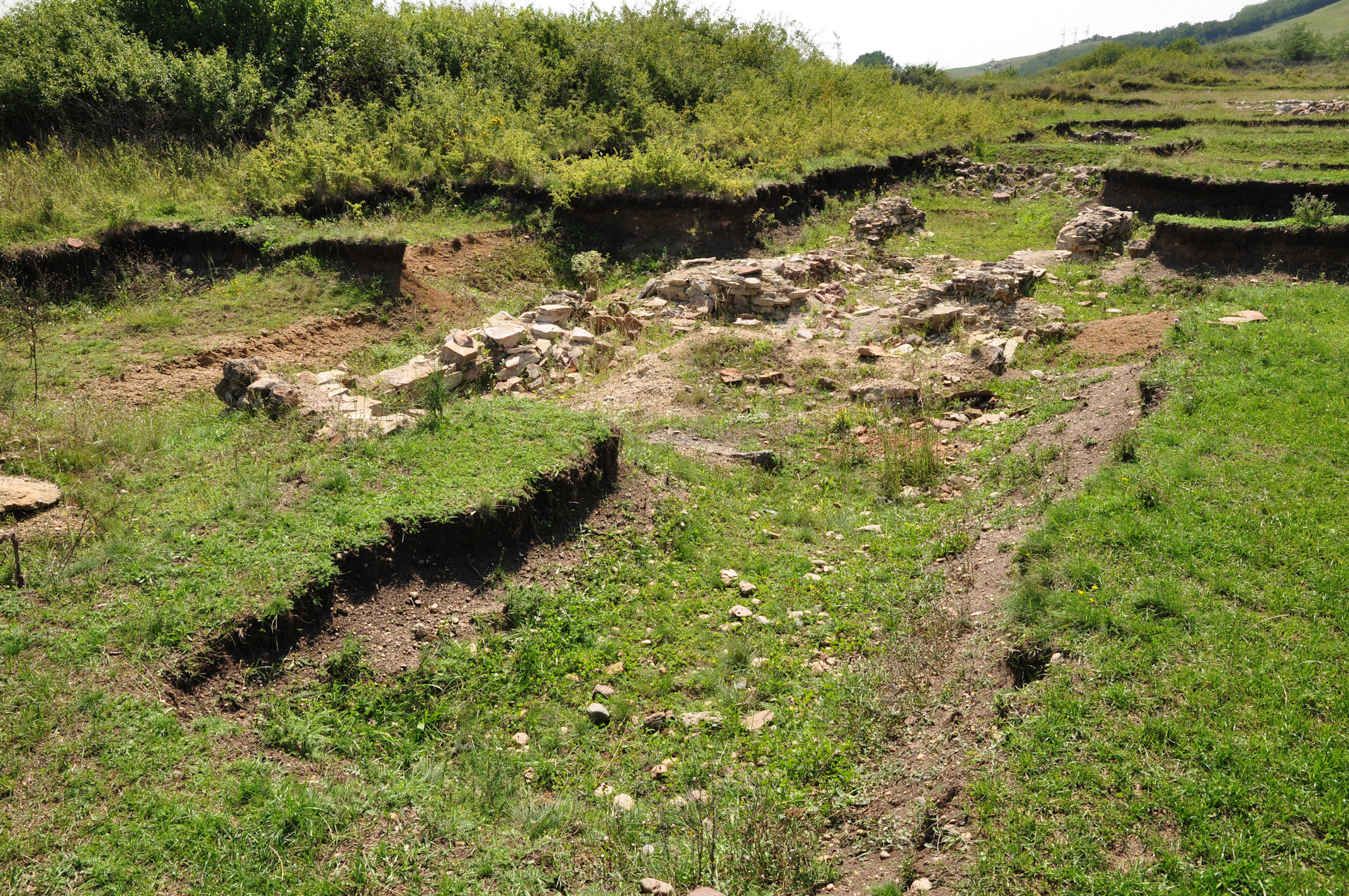
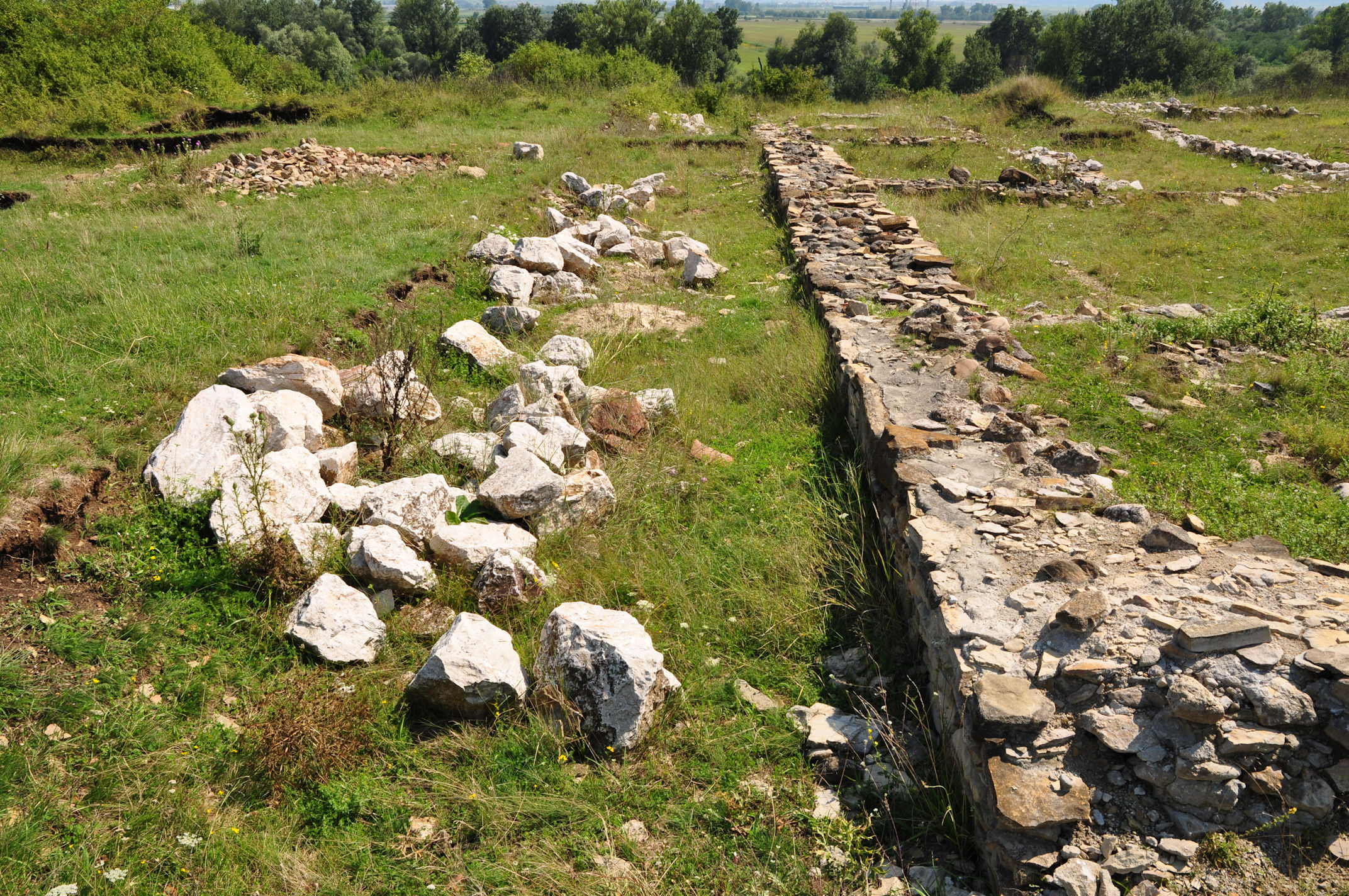
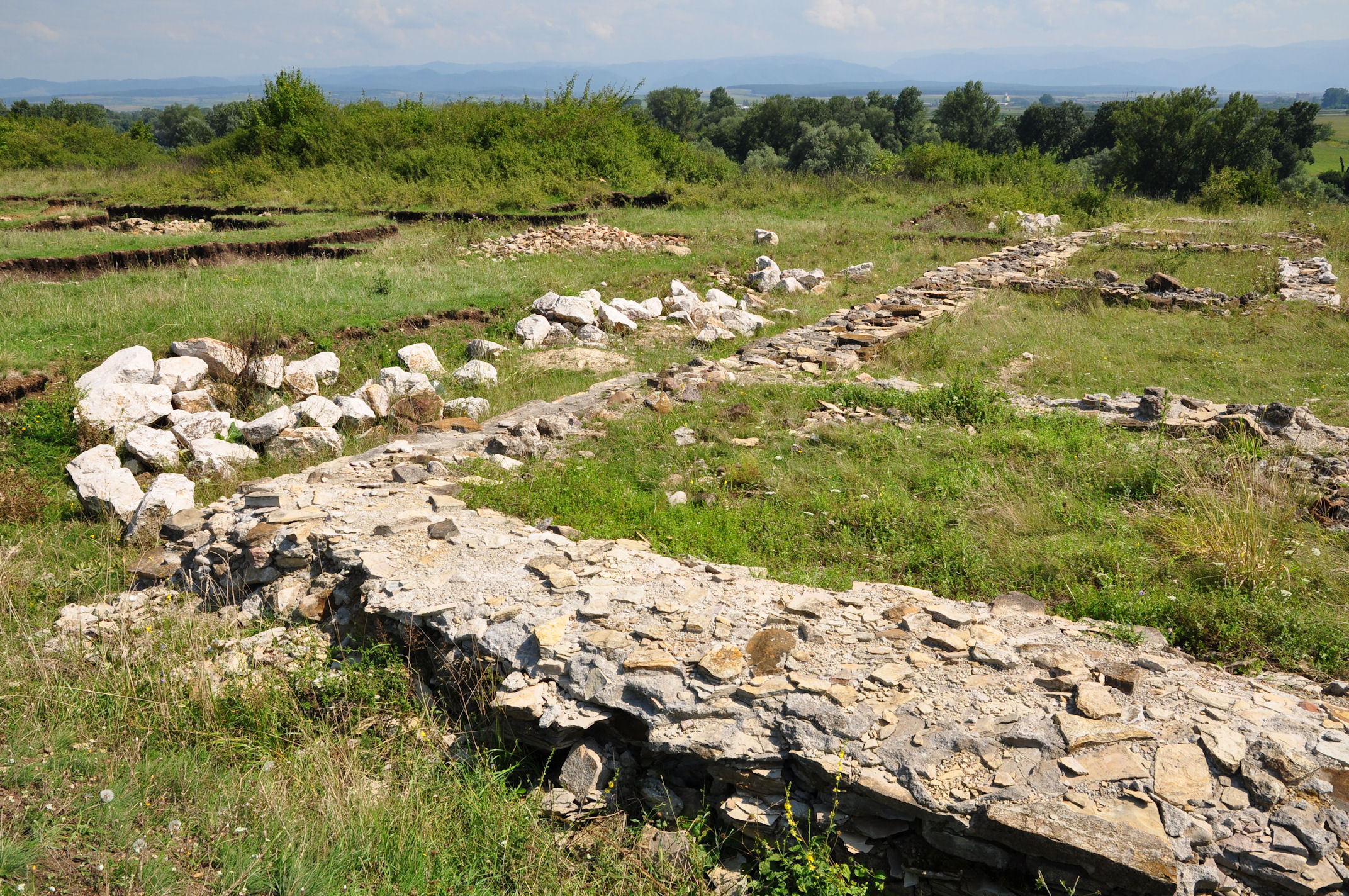
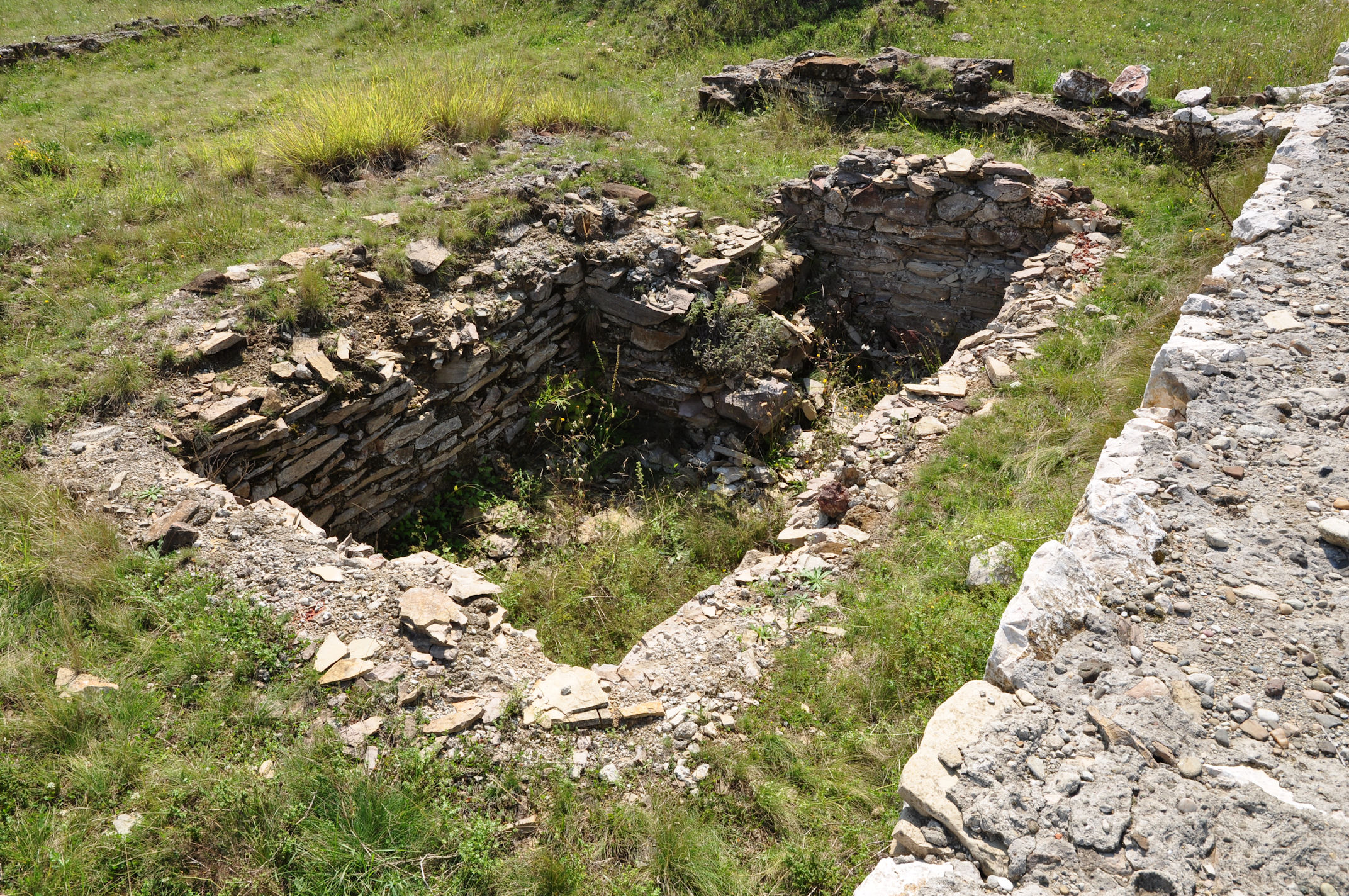
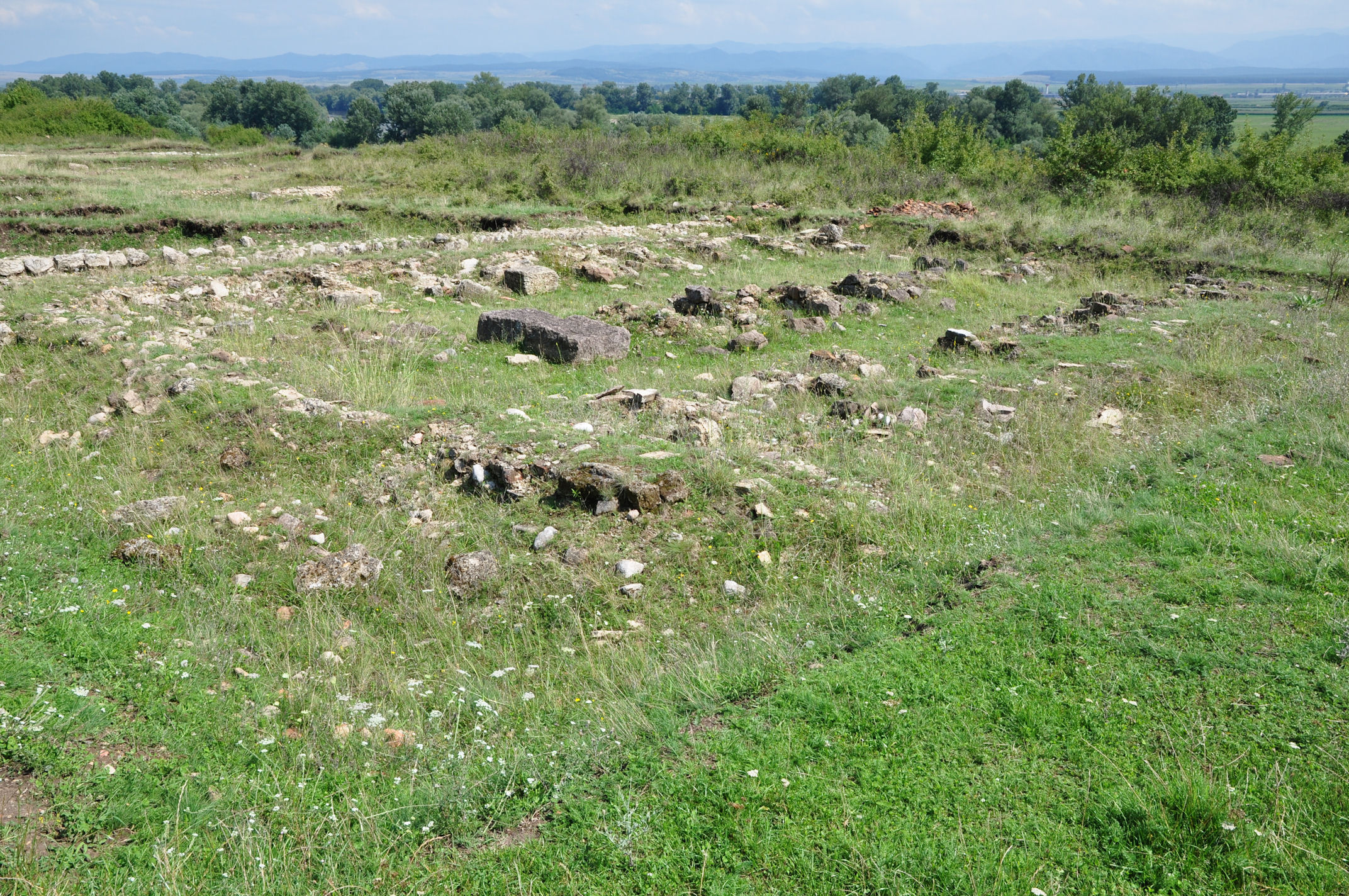
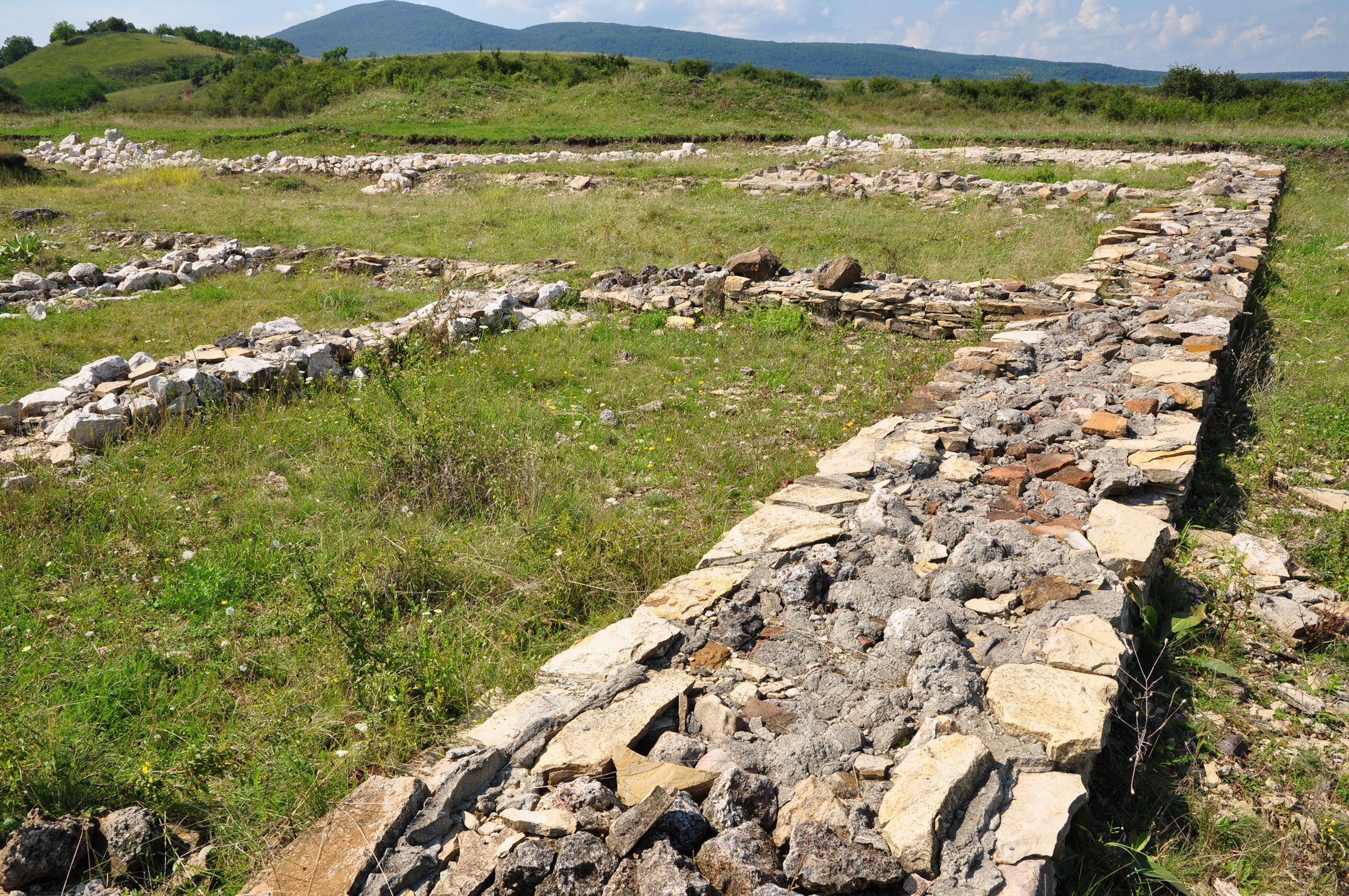